# Аугсткалне (Терветский край)
Аугсткалне (латыш. Augstkalne) — населённый пункт в Терветском крае Латвии. Административный центр Аугсткалнской волости. Расстояние до города Добеле составляет около 29 км. В 2,5 км к югу проходит латвийско-литовская граница. По данным на 2015 год, в населённом пункте проживало 560 человек. В селе есть волостная администрация, средняя школа, библиотека, почтовое отделение. Из достопримечательностей Межмуйжский замок XIX века, построенный в неоготическом стиле, и лютеранская церковь. В 1 км к северо-западу от центра села расположен на аэродром.

## История
Ранее село являлось центром поместья Межмуйжа (Гренцгоф).
В советское время населённый пункт был центром Аугсткалнского сельсовета Добельского района. В селе располагался колхоз «Силайне».